# Powers (Michigan)
Pour les articles homonymes, voir Powers.
Powers est un village du comté de Menominee, dans l'État du Michigan, aux États-Unis. En 2020, il comptait une population de 381 habitants.